# Трансфузиология
Трансфузиология (от лат. transfusio «переливание» и -логия от др.-греч. λέγω «говорю, сообщаю, рассказываю») — раздел медицины, изучающий вопросы трансфузии (смешения) биологических и заменяющих их жидкостей организмов, в частности крови и её компонентов, групп крови и групповых антигенов (изучается в гемотрансфузиологии), лимфы, а также проблемы совместимости и несовместимости, пост-трансфузионных реакций, их профилактики и лечения.

## История
- 1628 г. — Английский врач Уильям Гарвей делает открытие о кровообращении в человеческом организме. Почти сразу после этого была предпринята первая попытка переливания крови.
- 1665 г. — Проведены первые официально зарегистрированные переливания крови: английский врач Ричард Лоуэр (англ. Richard Lower) успешно спасает жизни больных собак, переливая им кровь других собак.
- 1667 г. — Жан-Батист Дени (фр. Jean-Baptiste Denis) во Франции и Ричард Лоуэр в Англии независимо друг от друга делают записи об удачных переливаниях крови от овцы человеку. Но в последующие десять лет переливания от животных к людям были запрещены законом из-за тяжёлых отрицательных реакций.
- 1795 г. — В США американский врач Филипп Синг Физик (англ. Philip Syng Physick) проводит первую трансфузию крови от человека к человеку, хотя информацию об этом нигде не публикует.
- 1818 г. — Джеймс Бланделл (англ. James Blundell), британский акушер, проводит первое удачное переливание человеческой крови пациентке с послеродовым кровотечением. Используя в качестве донора мужа пациентки, Бланделл взял у него почти четыре унции крови из руки и с помощью шприца перелил женщине. С 1825 по 1830 год Бланделл провёл 10 трансфузий, пять из которых помогли пациентам. Бланделл опубликовал свои результаты, а также изобрёл первые удобные инструменты для взятия и переливания крови.
- 1832 г. — петербургский акушер Андрей Мартынович Вольф впервые в России успешно перелил роженице с акушерским кровотечением кровь её мужа и тем самым спас ей жизнь. Вольф использовал для переливания аппарат и методику, полученную им от пионера мировой трансфузиологии Джеймса Бланделла.
- 1840 г. — В колледже Святого Георгия (англ. St. George’s School) в Лондоне Самуэль Армстронг Лэйн (англ. Samuel Armstrong Lane) под руководством Бланделла проводит первое удачное переливание крови для лечения гемофилии.
- 1867 г. — английский хирург Джозеф Листер впервые использует антисептики для предотвращения инфицирования во время переливаний крови.
- 1873—1880 гг. — американские трансфузиологи пытаются использовать для переливаний молоко — коровье, козье и человеческое.
- 1884 г. — солевые растворы заменяют молоко при переливаниях, поскольку на молоко возникает слишком много реакций отторжения.
- 1900 г. — Карл Ландштейнер (нем. Karl Landsteiner), австрийский врач, открывает первые три группы крови — A, В и С. Группа С будет потом заменена на О. За свои открытия Ландштейнер получил в 1930 году Нобелевскую премию.
- 1902 г. — Коллеги Ландштейнера Альфред де Кастелло (итал. Alfred Decastello) и Адриано Стурли (итал. Adriano Sturli) добавляют к списку групп крови четвёртую — AB.
- 1907 г. — Гектоэн (Hektoen) делает предположение о том, что безопасность трансфузий может быть усовершенствована, если кровь донора и реципиента проверять на совместимость, чтобы избежать осложнений. Рубен Оттенберг (англ. Reuben Ottenberg) в Нью-Йорке проводит первое переливание крови с использованием метода перекрёстной совместимости. Оттенберг также заметил, что группа крови передаётся по наследству по принципу Менделя и отметил «универсальную» пригодность крови первой группы.
- 1908 г. — Французский хирург Алексис Каррель (фр. Alexis Carrel) разработал способ предотвращения свёртываемости, пришивая вену реципиента прямо к артерии донора. Этот метод, известный как прямой метод, или анастомоз, до сих пор практикуется некоторыми врачами при пересадках, среди них Д. Б. Мёрфи (англ. J.B. Murphy) в Чикаго и Джордж Криле (англ. George Crile) в Кливленде. Эта процедура показала свою непригодность при переливаниях крови, но развилась как способ трансплантации органов, и именно за неё Каррель получил Нобелевскую премию в 1912 году.
- 1908 г. — Мореши (Moreschi) описывает реакцию антиглобулина. Обычно, когда происходит реакция антиген-антитело, её нельзя увидеть. Антиглобулин — это прямой способ визуализации реакции антигена-антитела. Антиген и антитело реагируют друг с другом, затем, после удаления антител, не участвовавших в реакции, реагент антиглобулина добавляется и присоединяется между антителами, которые присоединены к антигену. Сформированный химический комплекс становится достаточно большим, чтобы его рассмотреть.
- 1912 г. — Роджер Ли, врач общественной больницы Массачусетса, вместе с Полом Дадли Вайтом внедряют в лабораторные исследования так называемое «время свёртывания крови Ли-Вайта». Ещё одно важнейшее открытие делает Ли, опытным путём доказывая, что кровь первой группы может быть перелита пациентам с любой группой, а пациентам с четвёртой группой крови подходит любая другая группа крови. Таким образом, введены понятия «универсальный донор» и «универсальный реципиент».
- 1914 г. — Изобретены и введены в действие антикоагулянты долговременного действия, позволившие консервировать донорскую кровь, и среди них цитрат натрия.
- 1915 г. — В госпитале Маунт Синай в Нью-Йорке, Ричард Левисон впервые использует цитрат для замены прямого переливания крови на непрямое. Несмотря на всю значимость этого изобретения, цитрат ввели в массовое использование только через 10 лет.
- 1916 г. — Фрэнсис Рус и Д. Р. Турнер впервые используют раствор цитрата натрия и глюкозы, позволяющий хранить кровь в течение нескольких дней после донации. Кровь начинают хранить в закрытых контейнерах. В ходе Первой мировой войны Великобритания использует мобильную станцию переливания крови (создателем считается Освальд Робертсон).
- 1930 г. — Сергей Сергеевич Юдин первым в мире применил в клинике переливание трупной крови.[1]

## Виды гемотрансфузии

### Интраоперационная реинфузия
Интраоперационная реинфузия — метод, основанный на заборе крови, излившейся в полость (брюшную, грудную, полость малого таза) во время проведения оперативного вмешательства, и последующем отмывании эритроцитов и возвращении их в кровяное русло.

### Аутогемотрансфузия
Аутогемотрансфузия — это метод, при котором пациент является для себя одновременно и донором, и реципиентом крови и её компонентов.

### Гомологическая гемотрансфузия

#### Прямое переливание крови
Прямое переливание крови — это непосредственное переливание крови от донора к реципиенту без стабилизации и консервирования.

#### Непрямое переливание крови
Непрямое переливание крови — это основной метод гемотрансфузии. При таком методе используются стабилизаторы и консерванты (цитратный, цитратно-глюкозный, цитратно-глюкозофосфатный консерванты, аденин, инозин, пируват, гепарин, ионобменные смолы и др.), что даёт возможность осуществлять заготовку компонентов крови в большом количестве, а также хранить её длительное время.

#### Обменное переливание крови
При обменном переливании крови выполняют одномоментно инфузию донорской крови с забором крови реципиента. Чаще всего такой метод применяется при гемолитической желтухе новорождённых, при массивном внутрисосудистом гемолизе и при тяжёлых отравлениях.

#### Компоненты крови
- Эритроцитная масса — компонент крови, состоящий из эритроцитов (70—80 %) и плазмы (20—30 %) с примесью лейкоцитов и тромбоцитов.
- Эритроцитная взвесь — фильтрированная эритроцитная масса (примесь лейкоцитов и тромбоцитов ниже, чем в эритроцитной массе) в ресуспензирующем растворе.
- Эритроцитная масса, отмытая от лейкоцитов и тромбоцитов (ЭМОЛТ) — трёх- и более кратно отмытые эритроциты. Срок годности — не более 1 суток.
- Размороженные отмытые эритроциты — эритроциты, подвергшиеся криоконсервации в глицерине при температуре −195°С или −80°С. В замороженном состоянии срок годности не ограничен (согласно нормативным документам — 10 лет), после разморозки — не более 1 суток (повторная криоконсервация не допускается).
- Гранулоциты представляет собой трансфузионную среду с большим содержанием лейкоцитов. Срок хранения — 24 часа.
- Тромбоцитный концентрат — суспензия (взвесь) жизнеспособных и гемостатически активных тромбоцитов в плазме. Её получают из свежей крови методом тромбоцитофереза. Срок хранения — 5 дней при условии непрерывного помешивания.[2]
- Плазма — жидкая составляющая крови, получаемая путём её центрифугирования и отстаивания. Применяют нативную (жидкую), сухую и свежезамороженную плазму. При переливании свежезамороженной плазмы учитывается резус-фактор и группа крови по системе ABO (приказ № 363, приказ № 183н).

#### Препараты крови комплексного действия
К препаратам комплексного действия относят плазму и растворы альбумина; они оказывают одновременно гемодинамическое, противошоковое действие. Наибольший эффект вызывает свежезамороженная плазма ввиду практически полной сохранности её функций. Другие виды плазмы — нативная (жидкая), лиофилизированная (сухая) — в значительной мере теряют лечебные свойства в процессе изготовления, и их клиническое использование менее эффективно. Свежезамороженную плазму получают методом плазмафареза или центрифугирования цельной крови с быстрым последующим замораживанием (в первые 1—2 ч с момента взятия крови у донора). Она может храниться до 1 года при 1°—25° и ниже. В течение этого времени в ней сохраняются все факторы свёртывания крови, антикоагулянты, компоненты системы фибринолиза. Непосредственно перед переливанием свежезамороженную оттаивают в воде при t° 35—37° (для ускорения оттаивания плазмы пластикатный мешок, в котором она заморожена, можно разминать в тёплой воде руками). Переливать плазму следует сразу после согревания в течение первого часа в соответствии с прилагаемой инструкцией по применению. В оттаявшей плазме могут появиться хлопья фибрина, что не препятствует переливанию её через стандартные пластикатные системы, имеющие фильтры. Значительное помутнение, наличие массивных сгустков свидетельствуют о недоброкачественности плазмы: в этом случае переливать её нельзя.

### Кровезамещающие растворы

#### Препараты гемодинамического действия
Данные препараты служат для восполнения объёма циркулирующей крови (ОЦК), обладают стойким волемическим эффектом, удерживают воду в сосудистом русле за счёт осмотического давления. Объёмный эффект 100—140 % (1000 мл введённого раствора восполняет ОЦК на 1000—1400 мл), объёмное действие — от трёх часов до двух суток. Выделяют 4 группы:
- альбумин (5 %, 10 %, 20 %);
- препараты на основе желатина (Желатиноль, Гелофузин);
- декстраны (Полиглюкин, Реополиглюкин);
- гидроксиэтилкрахмалы (Стабизол, Гемохес, Рефортан, Инфукол, Волювен).

#### Кристаллоиды
Различаются по содержанию электролитов. Объёмный эффект 20—30 % (1000 мл введённого раствора восполняет ОЦК на 200—300 мл), объёмное действие 20—30 минут. Наиболее известные кристаллоиды — физиологический раствор, раствор Рингера, раствор Рингера-Локка, Трисоль, Ацесоль, Хлосоль, Ионостерил.

#### Кровезаменители дезинтоксикационного действия
Препараты на основе поливинилпиралидона (Гемодез, Неогемодез, Перистон, Неокомпенсан).

## Осложнения при переливании крови

### Синдром тканевой несовместимости
Синдром тканевой несовместимости развивается при несовместимости крови донора и реципиента по одной из иммунных систем в результате реакции организма реципиента на вводимый чужеродный белок.

### Синдром гомологической крови
Синдром гомологической крови характеризуется нарушением микроциркуляции и транскапиллярного обмена в результате повышения вязкости крови и закупорки капиллярного русла микроагрегатами тромбоцитов и эритроцитов.

### Синдром массивных переливаний крови
Синдром массивных переливаний крови возникает при объёме переливаемой крови, превышающем 50 % ОЦК.

### Трансмиссионный синдром
Трансмиссионный синдром характеризуется переносом болезнетворных факторов от донора к реципиенту.